# Klonazepam
Klonazepam (Rivotril) je jedan od najjačih antiepileptika. Pripada skupini benzodiazepina. 

## Zakonska regulativa
Klonazepam je vrsta psihotropne tvari. Uvršten je u Hrvatskoj na temelju Zakona o suzbijanju zlouporabe droga na Popis droga, psihotropnih tvari i biljaka iz kojih se može dobiti droga te tvari koje se mogu uporabiti za izradu droga, pod Popis droga i biljaka iz kojih se može dobiti droga, pod 2. Popis psihotropnih tvari i biljaka, Odjeljak 4 - Psihotropne tvari sukladno Popisu 4. Konvencije UN-a o psihotropnim tvarima iz 1971. godine. Kemijsko ime je 5-(o-klorfenil)-1,3-dihidro-7-nitro-2H-1,4-benzodiazepin-2-on.

## Djelovanje
Klonazepam pokazuje farmakološke osobitosti koje su zajedničke svim benzodiazepinima, a to su antiepileptički, sedativni, mišićno relaksirajući i smirujući učinci.  Brzo djeluje te prigušuje mnoge tipove epileptičke aktivnosti stoga se može koristiti za liječenje svih tipova epilepsije. Jedna od njegovih pozitivnih strana je ta što je praktički netoksičan, osim u primjeni s drugim agensima koji djeluju na centralni živčani sustav, osobito u kombinaciji s opijatima (Metadonum, Morfinum, Diacetilmorfin, Tramadol, Fentanil), alkoholom, antikolinergičnim lijekovima( Biperiden, Atropin, Hioscijanin)i drugim benzodiazepinima. Tada postaje toksičan i sinergistički nadopunjuje djelovanja ostalih agenasa što rezultira opasnim nuspojavama od pada krvnog tlaka, depresije disanja, usporenja srčanog ritma, nesvjestica do kome, kardio-vaskularni kolaps i na kraju može prouzročiti smrt

## Predoziranje
Osoba koja je primila previše klonazepama pokazivat će jedan ili više od sljedećih simptoma:
- Somnolencija
- Mentalna zbunjenost
- Hipotenzija
- Oslabljene motorne funkcije
  - Usporeni refleksi
  - Usporena koordinacija
  - Oslabljena ravnoteža
  - Vrtoglavica
- Koma

Slučajevi poput duboke kome i sličnih manifestacija poput teške depresije središnjeg živčanog sustava rijetke (osim pri kombinaciji s drugim lijekovima), te je smrtnost povezana s trovanjima veoma niska. Kao i s ostalim benzodiazepinima, simptomi predoziranja mogu se povratiti flumazenilom.